# سرخیو رگیلون
سرخیو رگیلون رودریگز  (زاده ۱۶ دسامبر ۱۹۹۶) بازیکن فوتبال اهل اسپانیا است که فصل قبل برای باشگاه تاتنهام هاتسپر در لیگ برتر بازی می‌کرد. 

## عملکرد باشگاهی
رگیلون در سال ۲۰۰۵ در هشت سالگی به مجموعه جوانان رئال مادرید پیوست. در ۵ اوت ۲۰۱۵، پس از اتمام شکل‌گیری، به لوگرونس در سگوندا دیویژن بی برای یک فصل قرض داده شد. رگیلون اولین بازی بزرگسالان خود را در ۲۳ اوت ۲۰۱۵ انجام داد، و در ۷ دقیقه آخر بازی در خانگی ۳–۰ مقابل کامپوستلا بازی کرد. در ۱۶ ژانویه بعد، پس از استفاده اندک، او به رئال بازگشت و در لیگ سه به تیم ذخایر اختصاص یافت.
در ۲۳ اوت ۲۰۱۶، رگیلون نیز در یک معامله یک ساله قرضی به لوگرونس بازگشت. او که یک بازیکن فیکس بود، وی در طول بازی‌هایش هشت گل به ثمر رساند. نکات برجسته شامل چهار بازی گذشته برابر اتلتیک بیلبائو بی در تاریخ ۲ اکتبر ۲۰۱۶ (پیروزی ۵ بر ۳ خانگی).
پس از بازگشت به کاستیا رگیلون انتخاب اول در سمت سانتیاگو سولاری بود و قرارداد خود را در ۱۱ مه ۲۰۱۸ تمدید کرد. در ۲۵ اوت همان سال وی توسط مربی جولین لوپتگی به تیم اصلی معرفی شد. رگیلون اولین بازی حرفه ای خود را در تاریخ ۲ اکتبر ۲۰۱۸ انجام داد و در بازی با نتیجه ۰–۱ لیگ قهرمانان اروپا مقابل زسکا مسکو شروع شد. او همچنین اولین بازی خود در لیگ را در ۳ نوامبر ۲۰۱۸ انجام داد و در خانه با نتیجه ۲–۰ لالیگا مقابل رئال وایادولید شروع شد.
در ۵ ژوئیه ۲۰۱۹، او برای فصل ۲۰۱۹–۲۰۲۰ به سویا قرض داده شد و در تاریخ ۱۹ سپتامبر ۲۰۱۹ با قراردادی به مدت ۵ سال به تاتنهام هاتسپر پیوست و ده روز بعد اولین بازی خود را در مقابل باشگاه فوتبال چلسی انجام داد و اولین پاس گل خود را برای این باشگاه انگلیسی به ثبت رساند. 

## عملکرد بین‌المللی
وی برای نخستین بار توسط لوئیز دو لا فوئنته کاستیلو برای تیم انتخابی قهرمانی زیر ۲۱ سال اروپا برابر رومانی و اتریش برای تیم زیر ۲۱ سال اسپانیا انتخاب شد. او نخستین فراخوان خود رابرت مورنو در ۴ اکتبر ۲۰۱۹ برای بازی‌های مقابل نروژ و سوئد به دست آورد.

## زندگی شخصی
وی متولد مادرید هستند و پدر و مادرش از زامورا هستند. او نامزد مارتا دیاز یوتیوبر معروف است.

## امار حرفه ای
| عملکرد    | عملکرد             | عملکرد             | لیگ    | لیگ    | جام        | جام        | قاره‌ای | قاره‌ای | دیگر | دیگر | مجموع | مجموع |
| فصل       | باشگاه             | لیگ                | بازی   | گل     | بازی       | گل         | بازی   | گل     | بازی | گل   | بازی  | گل    |
|           |                    |                    | لالیگا | لالیگا | کوپا دل ری | کوپا دل ری | اروپا  | اروپا  | دیگر | دیگر | مجموع | مجموع |
| --------- | ------------------ | ------------------ | ------ | ------ | ---------- | ---------- | ------ | ------ | ---- | ---- | ----- | ----- |
| ۲۰۱۵-۲۰۱۶ | رئال مادرید کاستیا | سگوندا دیویسیون بی | ۱۸     | ۰      | ۰          | ۰          | ۰      | ۰      | ۰    | ۰    | ۱۸    | ۰     |
| ۲۰۱۵-۲۰۱۶ | لورونس             | سگوندا دیویسیون بی | ۹      | ۰      | ۳          | ۰          | ۰      | ۰      | ۰    | ۰    | ۱۲    | ۰     |
| ۲۰۱۶-۲۰۱۷ | لورونس             | سگوندا دیویسیون بی | ۳۰     | ۸      | ۱          | ۰          | ۰      | ۰      | ۰    | ۰    | ۳۱    | ۸     |
| جمع       | جمع                | جمع                | ۳۹     | ۸      | ۴          | ۰          | ۰      | ۰      | ۰    | ۰    | ۴۳    | ۸     |
| ۲۰۱۷-۲۰۱۸ | رئال مادرید کاستیا | سگوندا دیویسیون بی | ۳۰     | ۲      | ۰          | ۰          | ۰      | ۰      | ۰    | ۰    | ۳۰    | ۲     |
| جمع       | جمع                | جمع                | ۴۸     | ۲      | ۰          | ۰          | ۰      | ۰      | ۰    | ۰    | ۴۸    | ۲     |
| ۲۰۱۸-۲۰۱۹ | رئال مادرید        | لالیگا             | ۱۴     | ۰      | ۴          | ۰          | ۴      | ۰      | ۰    | ۰    | ۲۲    | ۰     |
| ۲۰۱۹-۲۰۲۰ | سویا               | لالیگا             | ۳۲     | ۲      | ۲          | ۰          | ۵      | ۱      | ۰    | ۰    | ۳۹    | ۳     |
| مجموع     | مجموع              | مجموع              | ۱۳۳    | ۱۲     | ۱۰         | ۰          | ۹      | ۱      | ۰    | ۰    | ۱۵۰   | ۱۳    |

## افتخارات
رئال مادرید
- جام باشگاه‌های جهان: ۲۰۱۸

سویا
- لیگ اروپا: ۲۰–۲۰۱۹[۳]